# 190. Infanterie-Division (Wehrmacht)
Die 190. Infanteriedivision (Wehrmacht) war eine deutsche Infanteriedivision im Zweiten Weltkrieg. Die Division wurde am 4. November 1944 aufgestellt und war an der Westgrenze bei Kleve (im dortigen Reichswald), Venlo und Wesel eingesetzt. Die Division wurde am 4. April 1945  im Ruhrkessel aufgelöst.
Die restlichen Truppenteile wurden zur Aufstellung der Infanterie-Division Ulrich von Hutten herangezogen.